# Ленђелтоти
Ленђелтот (мађ. Lengyeltóti) град је у средишњој Мађарској. Ленђелтот је град у оквиру жупаније Шомођ.
Град има 3.295 становника према подацима из 2010. године.

## Географија
Град Ленђелтот се налази у средишњем делу Мађарске. Од престонице Будимпеште град је удаљен око 160 километара југозападно.
Ленђелтот се налази у средишњем делу Панонске низије, близу јужне обале Балатона. Дати предео је брежуљкаст. Надморска висина места је око 130 m.

## Галерија
- Дворац у граду
- Градски хотел